# Farciot Edouart
Farciot Edouart (Los Angeles, 5 novembre 1894 – Kenwood, 17 marzo 1980) è stato un effettista statunitense.

## Biografia
Pioniere nel campo degli effetti speciali, figlio di un fotografo ritrattista, inizia la sua carriera come cineoperatore nel 1915 ai Realart Studios di Hollywood. Partecipa alla prima guerra mondiale come fotografo per i Signal Corps dell'esercito americano. Frequenta il corso di cinematografia dei Signal Corps presso la Columbia University, dove viene invitato a insegnare. Entra alla Paramount Pictures a metà degli anni venti, dove diventa esperto di glass shot e successivamente della retro proiezione. Rimane capo della Transparency Department della Paramounts fino a quando non si ritira, alla fine degli anni sessanta. È stato membro della American Society of Cinematographers (A.S.C.).

## Filmografia parziale
- International House, regia di Edward Sutherland (A. Edward Sutherland) (1933)
- Desiderio (Desire), regia di Frank Borzage (1936)
- Swing High, Swing Low, regia di Mitchell Leisen (1937)
- L'ottava moglie di Barbablù (Bluebeard's Eighth Wife), regia di Ernst Lubitsch (1938)
- Aloma dei mari del sud (Aloma of the South Seas), regia di Alfred Santell (1941)
- Monsieur Beaucaire, regia di George Marshall (1946)
- Il valzer dell'imperatore (The Emperor Waltz), regia di Billy Wilder (1948)
- La colpa della signora Hunt (Song of Surrender), regia di Mitchell Leisen (1949)
- Ma non per me (But Not for Me), regia di Walter Lang (1959)

## Riconoscimenti
L'anno si riferisce all'anno della cerimonia di premiazione.
- 1938
  - Oscar al merito tecnico-scientifico insieme alla Paramount Pictures Inc. per lo sviluppo della configurazione della ripresa a doppio schermo trasparente della Paramount.
- 1939
  - Oscar onorario Per i notevoli traguardi ottenuti nella creazione di effetti speciali visivi (trasparenze) e sonori presso la Paramount Pictures per il film Il falco del nord (Spawn of the North) insieme a Gordon Jennings (effetti speciali), Jan Domela (assistente per gli effetti speciali), Devereaux Jennings (assistente per gli effetti speciali), Irmin Roberts (assistente per gli effetti speciali), Art Smith (assistente per gli effetti speciali), Loyal Griggs (assistente per le trasparenze), Loren Ryder (effetti sonori), Harry D. Mills (assistente per gli effetti sonori), Louis Mesenkop (assistente per gli effetti sonori) e Walter Oberst (assistente per gli effetti sonori)
- 1940
  - Nomination Oscar ai migliori effetti speciali insieme a Gordon Jennings e Loren Ryder per La via dei giganti (Union Pacific)
  - Oscar alla tecnica insieme a Joseph E. Robbins, William Rudolph e alla Paramount Pictures, Inc. per la progettazione e la costruzione di un tapis roulant silenzioso e portatile.
- 1941
  - Nomination Oscar ai migliori effetti speciali (effetti fotografici) insieme a Gordon Jennings (effetti fotografici) per Dr. Cyclops
  - Nomination Oscar ai migliori effetti speciali (effetti fotografici) insieme a  Gordon Jennings (effetti fotografici) e Loren Ryder (effetti sonori) per Tifone sulla Malesia (Typhoon)
- 1942
  - Oscar ai migliori effetti speciali (effetti fotografici) insieme a Gordon Jennings (effetti fotografici) e Louis Mesenkop (effetti sonori) per I cavalieri del cielo (I Wanted Wings)
  - Nomination Oscar ai migliori effetti speciali (effetti fotografici) insieme a Gordon Jennings (effetti fotografici) e Louis Mesenkop (effetti sonori) per Aloma dei mari del sud (Aloma of the South Seas)
- 1943
  - Oscar ai migliori effetti speciali (effetti fotografici) insieme a Gordon Jennings (effetti fotografici), William L. Pereira (effetti fotografici) e Louis Mesenkop (effetti sonori) per Vento selvaggio (Reap the Wild Wind)

- 1944
  - Nomination Oscar ai migliori effetti speciali (effetti fotografici) insieme a Gordon Jennings (effetti fotografici) e George Dutton (effetti sonori) per Sorelle in armi (So Proudly We Hail!)
  - Oscar al merito tecnico-scientifico insieme a Earle Morgan, Barton Thompson e alla Paramount Studio Engineerin e Transparency departments per lo sviluppo e l'applicazione pratica alla produzione di film di un metodo di duplicazione e ampliamento dei colori naturali, trasferendo le emulsioni delle immagini su lastre di vetro per proiettare queste immagini, appositamente progettato per lo stereoscopio.
  - Oscar alla tecnica insieme alla Paramount Studio Transparency Department per un timer elettrico automatico per il "transparency cueing".
- 1945
  - Nomination Oscar ai migliori effetti speciali (effetti fotografici) insieme a Gordon Jennings (effetti fotografici) e George Dutton (effetti sonori) per La storia del dottor Wassell (The Story of Dr. Wassell)
- 1948
  - Nomination Oscar ai migliori effetti speciali (effetti speciali visivi) insieme a Devereux Jennings (effetti speciali visivi), Gordon Jennings (effetti speciali visivi), Wallace Kelley (effetti speciali visivi), Paul Lerpae (effetti speciali visivi) e George Dutton (effetti speciali udibili) per Gli invincibili (Unconquered)
  - Oscar alla tecnica insieme a C. R. Daily, Hal Corl, H. G. Cartwright e alla Paramount Studio Transparency and Engineering Departments per la prima applicazione di un vetro speciale antisolarizzazione a sfondi ad alta intensità e proiettori ad arco.
- 1956
  - Oscar al merito tecnico-scientifico insieme a Hal Corl e alla Paramount Studio Transparency Department per la progettazione e lo sviluppo di un proiettore per sfondi doppio-frame, tripla testa.
  - Oscar alla tecnica insieme a Hal Corl e alla Paramount Studio Transparency Department per un migliore doppio proiettore stereoscopico per sfondi.